# تاتول آویان
تاتول آویان (ارمنی: Թաթուլ Ավոյան؛ زادهٔ ۲۰ اوت ۱۹۶۴) موسیقی‌دان، ترانه‌سرا رابیز اهل ارمنستان است.